# George Quayle Cannon
George Quayle Cannon (né le 11 janvier 1827 et mort le 12 avril 1901) est un apôtre puis conseiller dans la Première Présidence de l'Église de Jésus-Christ des saints des derniers jours successivement sous quatre président de l'Église : Brigham Young, John Taylor, Wilford Woodruff, et Lorenzo Snow. 